# Van der Want

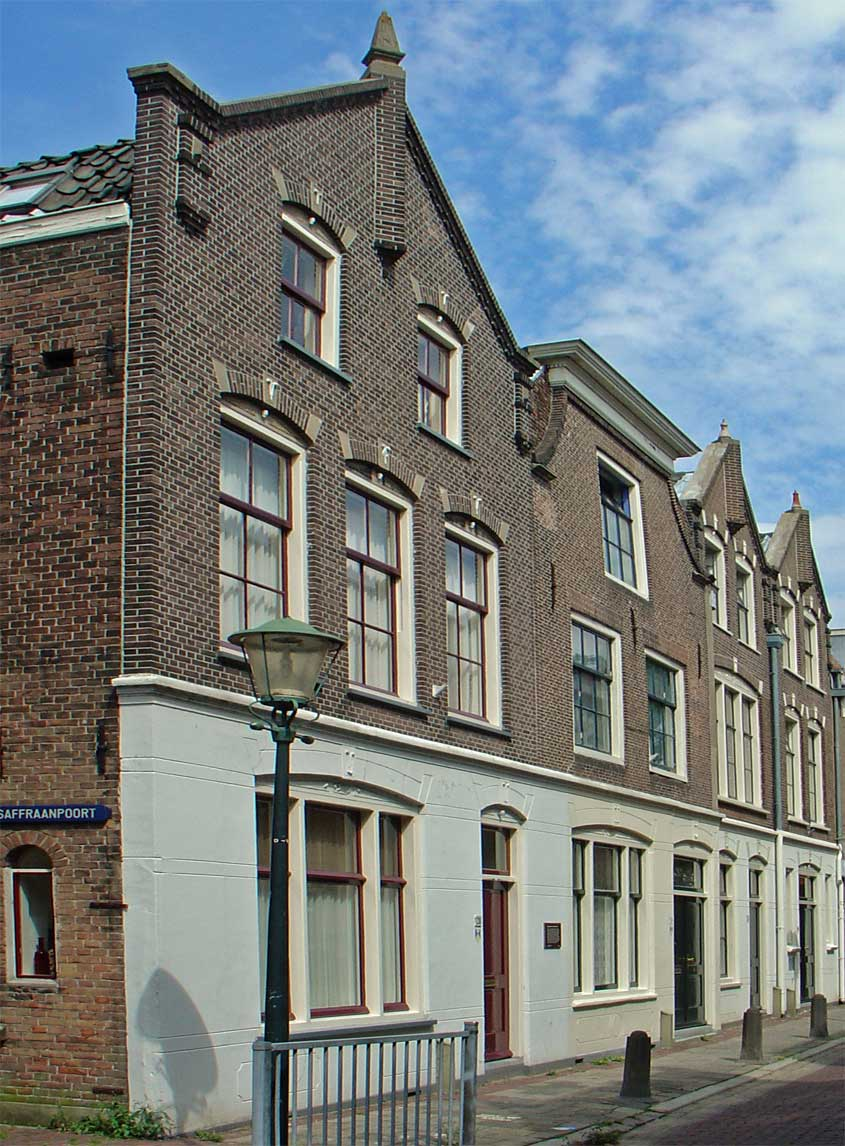
De vier vroegere bedrijfspanden van Van der Want in de Kuiperstraat te Gouda

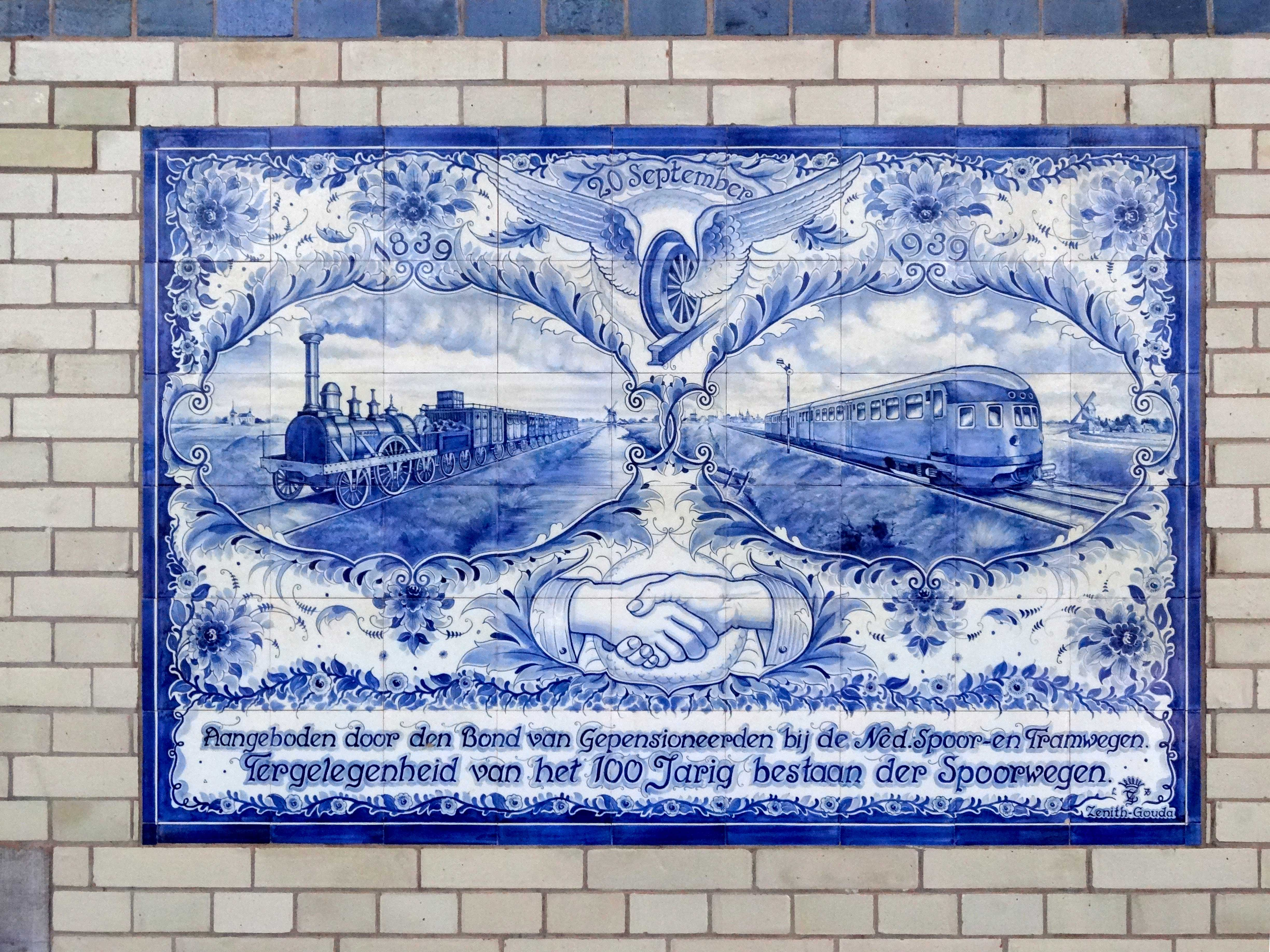
Het door Aart Stolk, plateelschilder bij Zenith, in 1939 vervaardigde tegeltableau ter gelegenheid van het honderdjarig bestaan van de spoorwegen (station Haarlem)

Van der Want: drie Goudse plateelfabrieken Ivora, Zenith en Hollandia/Regina.

## Geschiedenis
Op 17 maart 1749 legt Pieter Dirksz van der Want (1716-1774) zijn meesterproef als pijpenmaker af en vestigt zich vervolgens als zelfstandig pijpmakersbaas. Daarmee legt hij de basis voor een aantal pijpen- en aardewerkbedrijven van de familie Van der Want in Gouda. Na enkele generaties van pijpmakersbazen zijn het zijn nakomelingen die een drietal plateelfabrieken tot bloei weten te brengen.
Achterkleinzoon Gerrit van der Want GZzn is in de 19e eeuw een vooraanstaand bestuurder van de pijpmakersbranche in Gouda. Zijn kleinzoon Ivon van der Want Czn zet het bedrijf van zijn grootvader in de Kuiperstraat voort onder de naam ‘Ivora’. 'Ivora' is bekend geworden met de fabricage van sieraardewerk, gebaseerd op de ideeën van de Haagsche Plateelbakkerij Rozenburg.
Achterkleinzoon Gerrit Frederik PJzn is - samen met zijn compagnon George Antonie Barras - de stichter van de plateelfabriek ‘Hollandia’, later ‘Regina’ in Gouda. 'Regina' wist - met een beroep uit de Auteurswet van 1912 - te voorkomen dat de plateelfabriek 'Gelria' uit Arnhem haar ontwerpen voor sieraardewerk zou imiteren. Na de Tweede Wereldoorlog maakt het bedrijf onder andere serviezen naar het ontwerp van Floris Meydam.
Achterkleinzoon Otto Adrianus PJzn van der Want (1926-2016) zet het voorvaderlijke bedrijf feitelijk voort en verplaatst dat bedrijf samen met zijn zoon Aart van der Want naar de Prins Hendrikstraat in Gouda en produceert aardewerk onder de naam ‘Zenith’. Na de uitbreiding van de pijpenfabricage met aardewerk, produceert Zenith aanvankelijk art nouveau aardewerk, later - in de jaren dertig van de twintigste eeuw - gevolgd door art-deco-aardewerk. Na de Tweede Wereldoorlog heeft het bedrijf nog een lange periode goed gefloreerd. Vervaardiging van Delfts aardewerk was daarbij van grote betekenis. Evenals ‘Regina’ produceert ‘Zenith’ onder andere serviesgoed naar het ontwerp van Floris Meydam. Ten slotte probeert Zenith met de fabricage van oud-Hollands porselein in 1981 een dreigende sluiting te voorkomen.
De bedrijven van de familie Van der Want hebben het echter - evenals veel branchegenoten - niet gered om te overleven in de 20e eeuw. In 1965 beëindigt ‘Ivora’ haar werkzaamheden, ‘Regina’ stopt in 1979 en met de sluiting van 'Zenith’ in 1984 verdwijnt het laatste grote keramische bedrijf uit Gouda.

## Eerste Goudse monumenten
In 1987 werden de vier bedrijfspanden (Kuiperstraat 22, 24, 26 en 28) van het familiebedrijf Van der Want aangewezen als eerste gemeentelijke monumenten in Gouda. Boven de deuren en boven een deel van de ramen zijn Goudse pijpen als ornamenten aangebracht. Op de begane grond en de eerste verdieping vond de fabricage van pijpen en aardewerk plaats. Op de zolder werd de turf opgeslagen. Niet zonder risico, gezien de brand die de huizen in 1889 in de as legde. Daarna heeft herbouw plaatsgevonden.

## Fotogalerij

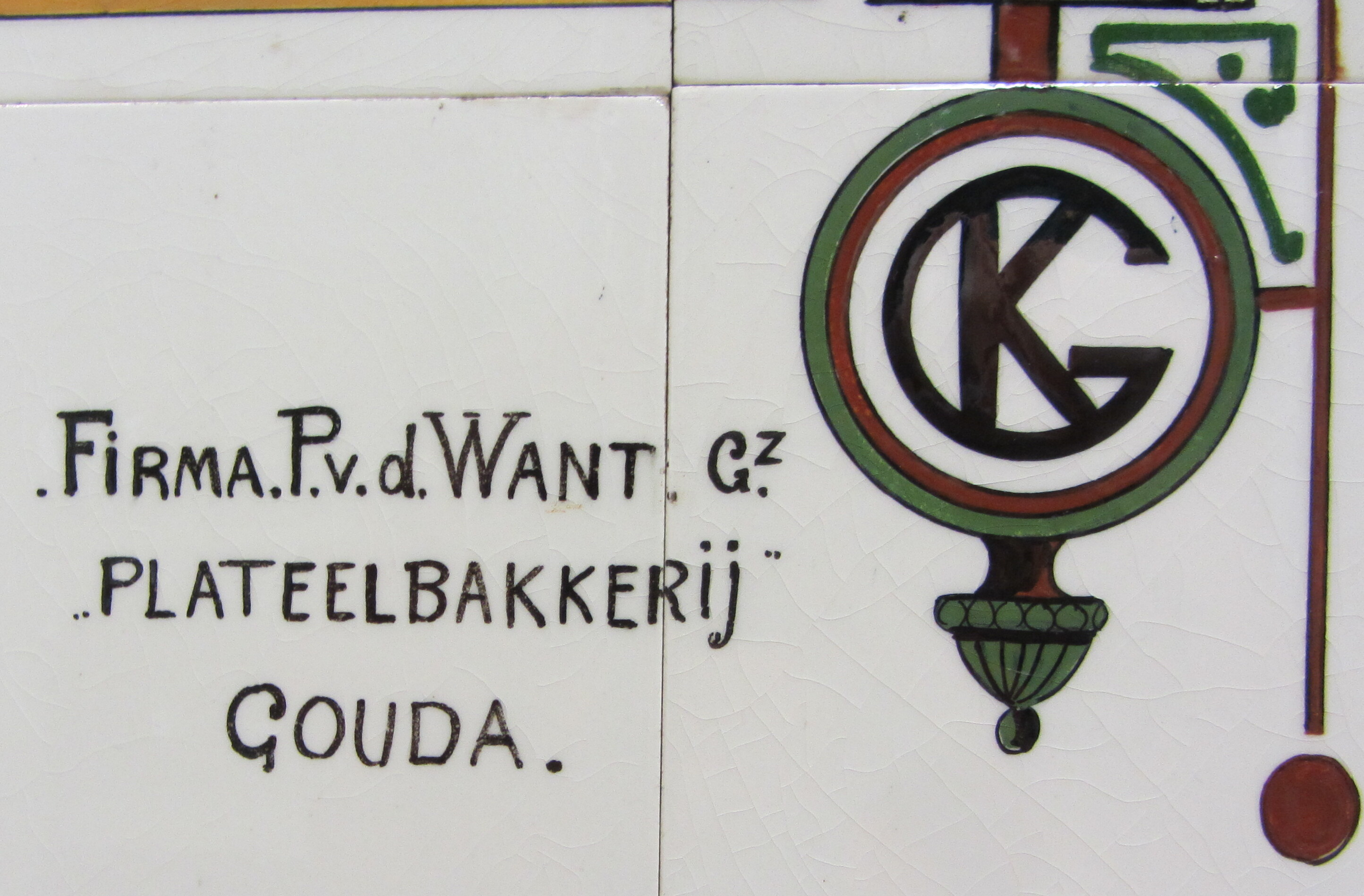
logo van Van der Want
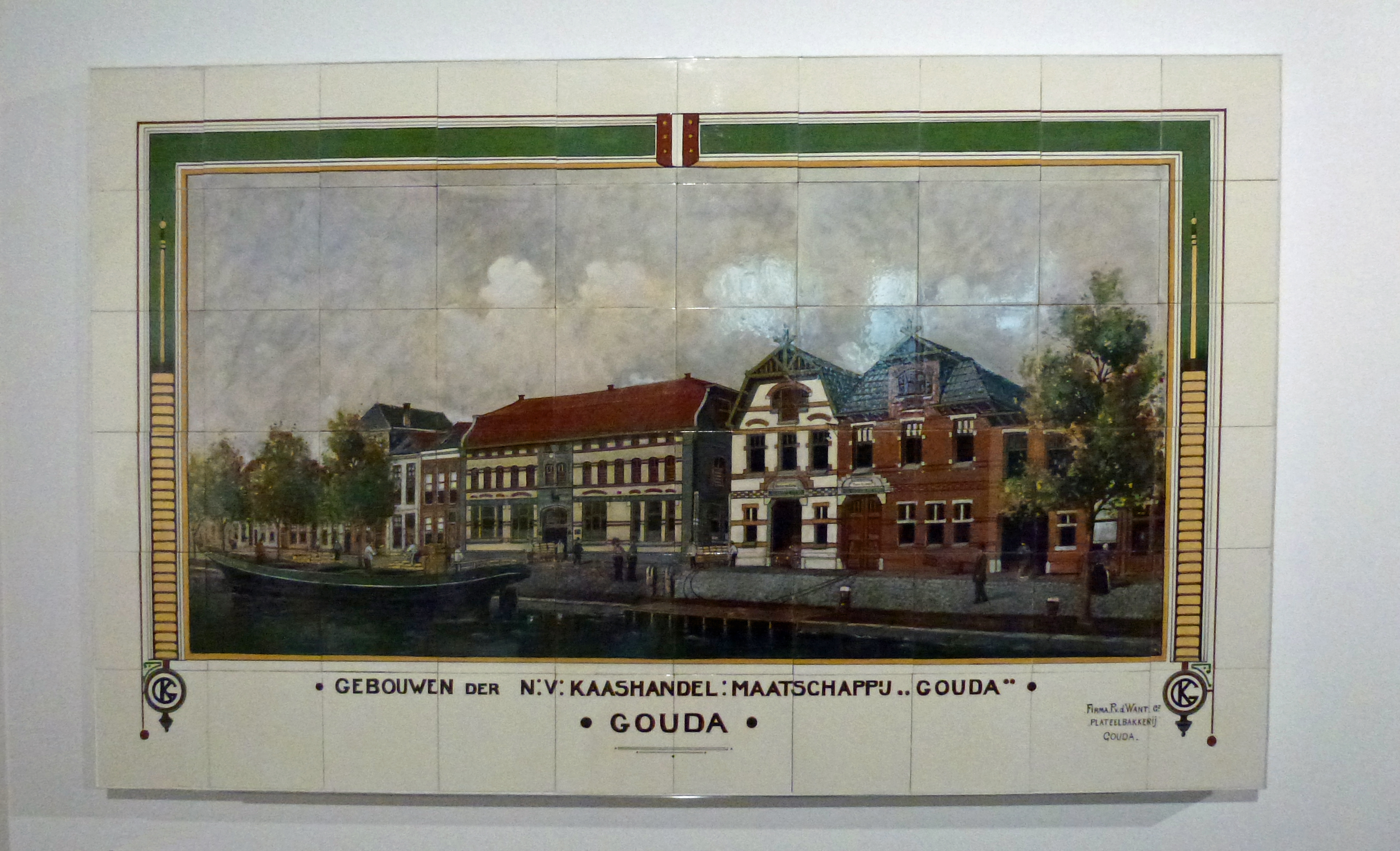
Tegeltableau N.V. Kaashandel Maatschappy Gouda (1914), Ivora
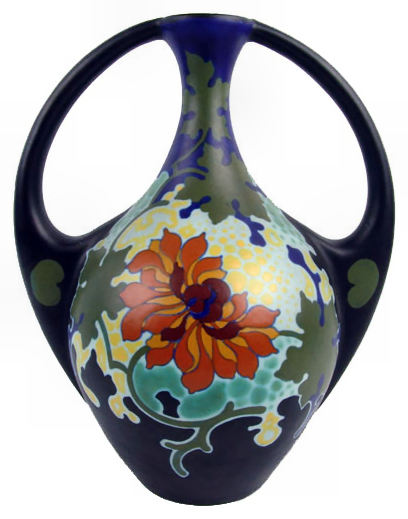
Vaas, Regina, Gouda
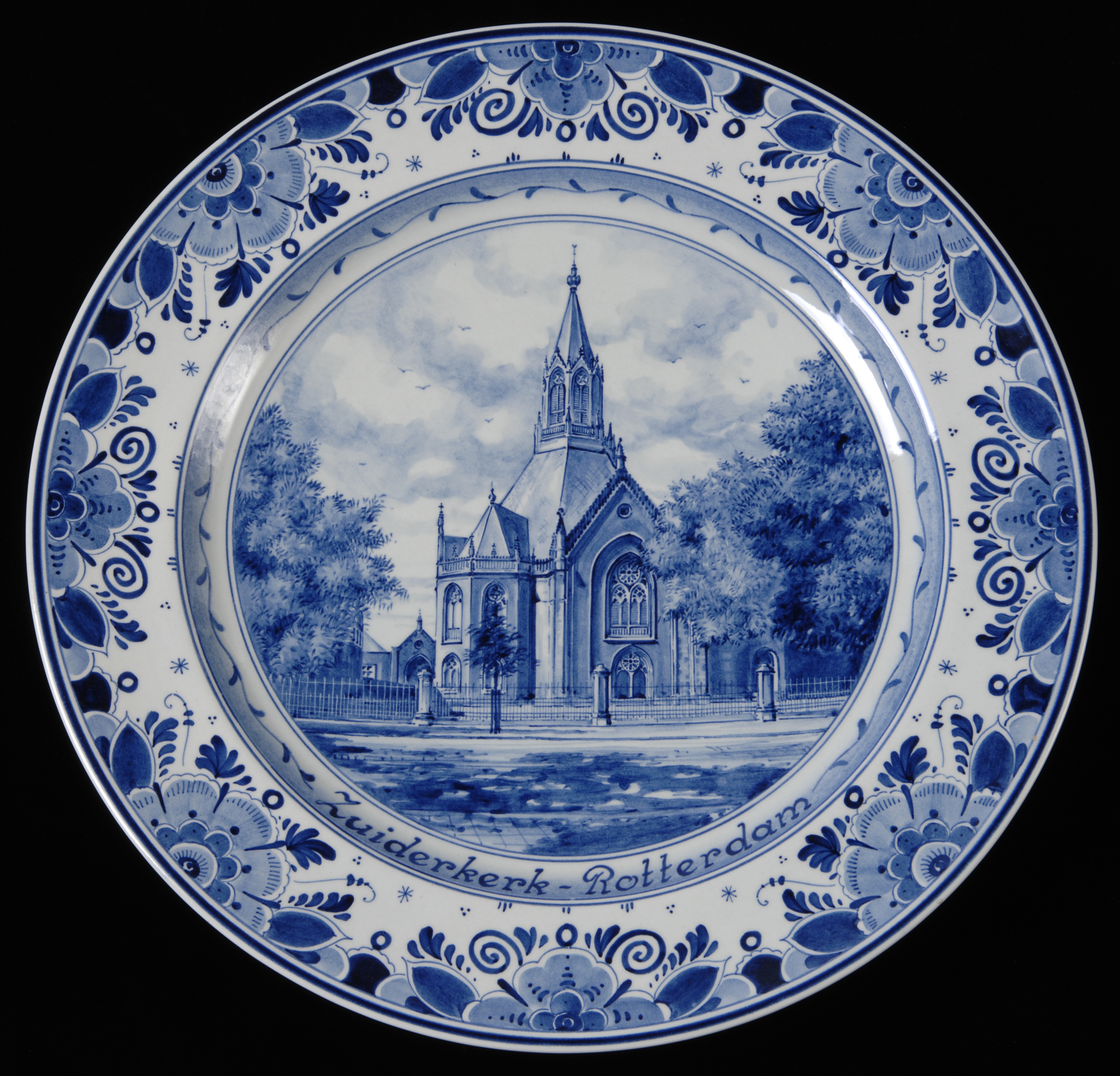
Delftse schotel, Zenith, Gouda